# ژینشی
ژینشی (به لاتین: Jinshi City) یک منطقهٔ مسکونی در چین است که در چانگدی واقع شده‌است. ژینشی ۵۵۶٫۲ کیلومتر مربع مساحت و ۲۴۴٬۰۰۰ نفر جمعیت دارد.